# Commonwealth Fusion Systems
Commonwealth Fusion Systems (CFS) ist eine amerikanische Unternehmung, gegründet 2018 als Spin-off aus dem Massachusetts Institute of Technology (MIT). Das Ziel der Unternehmung ist der Bau eines Fusionsreaktors basierend auf dem SPARC Design. Es hat mit mehreren nationalen Labors und Universitäten am öffentlich-privaten Wissensinnovationsprogramm INFUSE des US-Energieministeriums teilgenommen.

## Historie
Im September 2020 meldete das Unternehmen erhebliche Fortschritte bei der Physik und dem technischen Design des SPARC-Tokamaks und im Oktober 2020 die Entwicklung eines neuen Hochtemperatur-Supraleiterkabels namens VIPER. Im Zeitraum von 2019 bis 2020 kaufte das Unternehmen über 186 Meilen Draht in Längen von 400 bis 600 Metern von Lieferanten, mehr als von einigen Lieferanten in den vorangegangenen sechs Jahren produziert wurde.
Im September 2021 kündigte das Unternehmen die Demonstration eines Hochtemperatursupraleiters an, der Magnetfelder von 20 Tesla erzeugen kann. Laut der New York Times war dies ein erfolgreicher Test der weltweit stärksten Version eines magnetischen Feldes, dass zum Zwecke der Kernfusion bis heute (2024) erzeugt wurde.
Im Dezember 2021 begann das Unternehmen mit der Konstruktion von SPARC.
Im März 2023 unterzeichneten Eni und CFS eine mehrjährige Vereinbarung zur Zusammenarbeit zur Kooperation für den Bau der ersten SPARC-Versuchsanlage in Bezug auf die Identifizierung von Ländern, die ein erstes Kraftwerk dieser Art bauen könnten, die Einholung der erforderlichen Genehmigungen in dem genannten Land sowie die Lieferung von Komponenten für den Bau der Versuchsanlage.
Im Mai 2023 hat das Energieministerium der USA für CFS und sieben anderen Unternehmen zusätzliche Gelder im Rahmen eines meilensteinbasierten Programms zur Fusionsentwicklung bereitgestellt.

## Technologie
Das starke magnetische Feld, welches mittels Hochtemperatursupraleiter erzeugt wird soll ein kompaktes Design ermöglichen.